# 丁湛
丁湛（1492年—1572年），字子一，號孤山，江西九江府彭澤縣人，民籍，明朝政治人物。

## 生平
嘉靖元年（1522年）壬午科江西鄉試第一百五十二名舉人。嘉靖八年（1529年）中式己丑科會試第八十七名，登第三甲第一百三十三名進士。九年七月选授刑科给事中，十二年十二月升工科右，累升吏科都给事中，十九年三月礼部尚书严嵩言其故意宽官员行程限制，徇情废法，下詔獄廷杖幾乎死亡，谪邵武府推官，调改南京。进四川参议，升浙江按察司海道副使，三十一年四月倭寇侵掠浙江，七月以临难规避，被罢为民。穆宗隆慶三年（1569年）四月，起官广西左参政，九月升按察使，四年四月因年纪太大令致仕。居二年，危坐中庭，與二子剖析陰騭書，未竟而卒，祠鄕賢。

## 家族
曾祖丁惠遠；祖父丁以洪；父丁尚玉，母周氏。慈侍下。